# Aardappeloproer (Berlijn)
Het Aardappeloproer in Berlijn, ook wel aardappelrevolutie genoemd, is de aanduiding van de onlusten die in april 1847 in Berlijn plaatsvonden. De oorzaak van de opstand vormden de slechte maatschappelijke omstandigheden voor vele stadsbewoners. Aanleiding vormde de sterk verhoogde prijzen van levensmiddelen door verschillende misoogsten. Na drie dagen was de opstand door militairen neergeslagen. De opstand vormde een van de stappen in de richting van de maartrevolutie van 1848.

## De omstandigheden
In Berlijn groeide de bevolking tussen het Wener Congres van 1815 en de revolutie in maart 1848 zeer sterk, van 200.000 naar 385.000 inwoners. Dit had te maken met de beginnende industrialisering die gepaard ging met een fundamentele verandering van de productiewijze. In de stad ontstonden onder meer machine-, textiel- en chemische fabrieken. Fabrieksarbeiders en de vele ambachtslieden leefden in moeilijke omstandigheden door de grillige conjunctuurbewegingen: velen leefden zelfs op de rand van het bestaansminimum. Lange arbeidsdagen (12–15 uur), hongerlonen en kinderarbeid waren heel normaal. De sociale problemen deden zich vooral voor in de noordelijke Berlijnse voorsteden; er was grote armoede en de inwoners leefden in droevige omstandigheden.

## De aanloop
In de zomer van 1846 waren er zeer slechte oogsten van de aardappel, het volksvoedsel in die dagen. Door de aardappelziekte (veroorzaakt door Phytophthora infestans) was de opbrengst de helft van normaal. Aangezien zowel voedseltekorten als inflatie werden verwacht, richtte de Berlijnse gemeenteraad zich oktober 1846 per brief tot koning Frederik Willem IV en verzocht mee te werken om de export van graan en de productie van alcohol uit aardappelen aan banden te leggen. De Pruisische overheid wees dit verzoek af, omdat ze dit een ongeoorloofde politieke ingreep vond, waarschijnlijk onder druk van de Pruisische grootgrondbezitters.
De boeren uit de omgeving van Berlijn verhoogden ondertussen de aardappelprijzen op de weekmarkten in de stad. In januari was de prijs verdrievoudigd. Het reguleren van de prijs door de overheid werd als ongewenste interventie in de vrije markt gezien. Wel werden er allerlei liefdadigheidsacties georganiseerd door de adel en de gegoede burgerij. Bovendien vertrekte men voedseladviezen, eveneens om de gevolgen van de sociale misstanden te verzachten. Zo werd er verscheidene malen een liefdadigheidsbal gehouden ten gunste van de armen en werd aanbevolen meelvervangers te gebruiken en paardenvlees te eten. Ondertussen, medio april 1847, was de prijs van de aardappelen vervijfvoudigd en bedroeg het de helft van het gemiddelde dagloon van een arbeider. Voor de vele werklozen en tijdelijke arbeidskrachten, en hun meestal grote gezinnen, was de aardappel helemaal niet te betalen. 
De overheid nam inmiddels wel enige maatregelen. Het Berlijnse gemeentebestuur hief tijdelijk de gemeentelijke belasting op meel en graan op, gaf subsidies en verstrekte broodcoupons. Het gevolg was dat ongeveer 40% van het stadsbudget aan ondersteuning van kwetsbare bewoners werd besteed.

## Het oproer

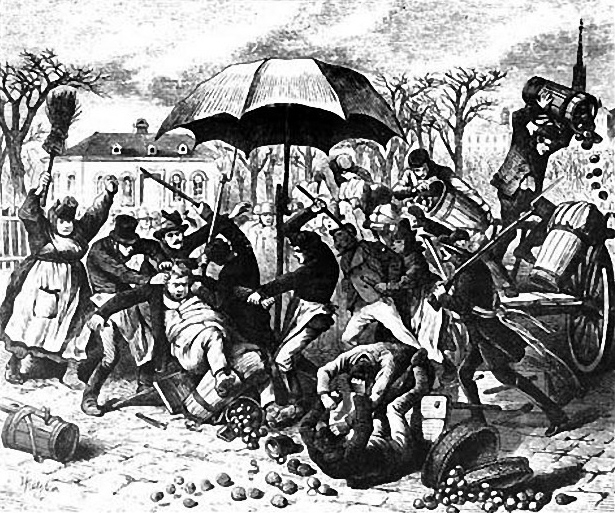
Aardappeloproer in Berlijn 1847

Op woensdag 21 april 1847 begon op de ‘Gendarmenmarkt’ het oproer. Een handelaar had de aardappelprijs plotseling sterk verhoogd en de protesterende klanten geprovoceerd door te zeggen dat ze blij mochten zijn als de boeren binnenkort hun hooi verkochten. 
Een van de klanten sneed een aantal aardappelzakken open en verdween met de aardappelen, zonder te betalen. Vergelijkbare taferelen deden zich voor op de markt bij de Dönhoffplatz waar de marktkraampjes werden vernietigd en handelaars werden bedreigd. 
De volgende dag, 22 april, vond de gebruikelijke donderdagweekmarkt op de Alexanderplatz niet plaats omdat de handelaren wegbleven na de gebeurtenissen van de vorige dag. Wel verzamelden zich groepen boze mensen, voornamelijk inwoners van de buitenwijken, en begonnen zij bakkerijen en slagerijen te plunderen. Het Pruisische bestuur zette militairen in en liet tal van arrestaties verrichten. Verontwaardigde demonstranten gooiden vervolgens de ruiten van het paleis van prins Wilhelm van Pruisen in, gelegen aan de Unter den Linden. 
Vrijdag 23 april werd de hele stad beheerst door de militairen. De orde werd zo goed gehandhaafd dat er weer gehandeld kon worden op de markten en nieuwe rellen uitbleven. Daarbij speelde ook een rol dat het Berlijnse stadbestuur een grote hoeveelheid aardappelen aanbood voor een relatief lage prijs, ongeveer de helft van de prijs van april 1847. 
Uiteindelijk werden ongeveer honderd deelnemers aan de rellen gearresteerd en veroordeeld tot gevangenisstraffen en dwangarbeid. Een man kreeg een straf van tien jaar cel omdat hij een officier had geslagen en een soldaat zijn zwaard had afgenomen. Velen kregen echter amnestie ter gelegenheid van de verjaardag van koning Frederik Willem IV op 15 oktober 1847.
In 1872, 25 jaar later, werkte dit aardappeloproer nog na. Op dat moment waren er huurdersrellen in Berlijn die volgens de minister van Binnenlandse Zaken niet moesten worden onderschat. Hij stelde keizer Wilhelm I, die in zijn zomerverblijf was, dagelijks op de hoogte. Immers het aardappeloproer was ook bescheiden in omvang maar een jaar later trilde de staat op zijn grondvesten.

## Bron
Kurt Wernicke: Kartoffelrevolution in Berlin 1847. In: Berlinische Monatsschrift 4/1997 beim Luisenstädtischen Bildungsverein